# Shinchi
Shinchi (新地町, Shinchi-machi) est un bourg japonais (町, machi ou -chō) situé dans la préfecture de Fukushima.
Sa population est estimée à 7 742 habitants au 1er juin 2013.